# 蓋爾倫峰 (韋特施泰因山脈)

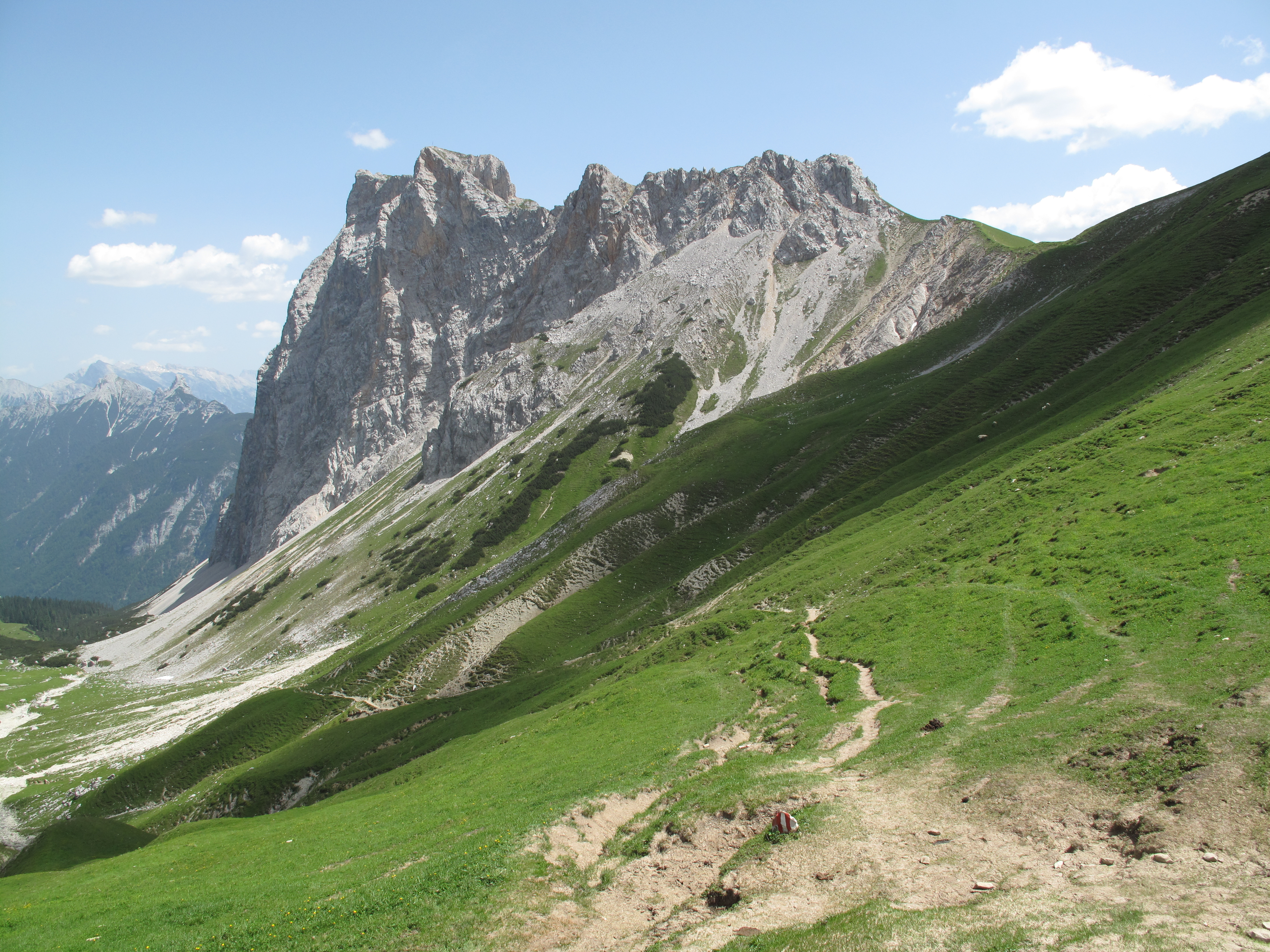

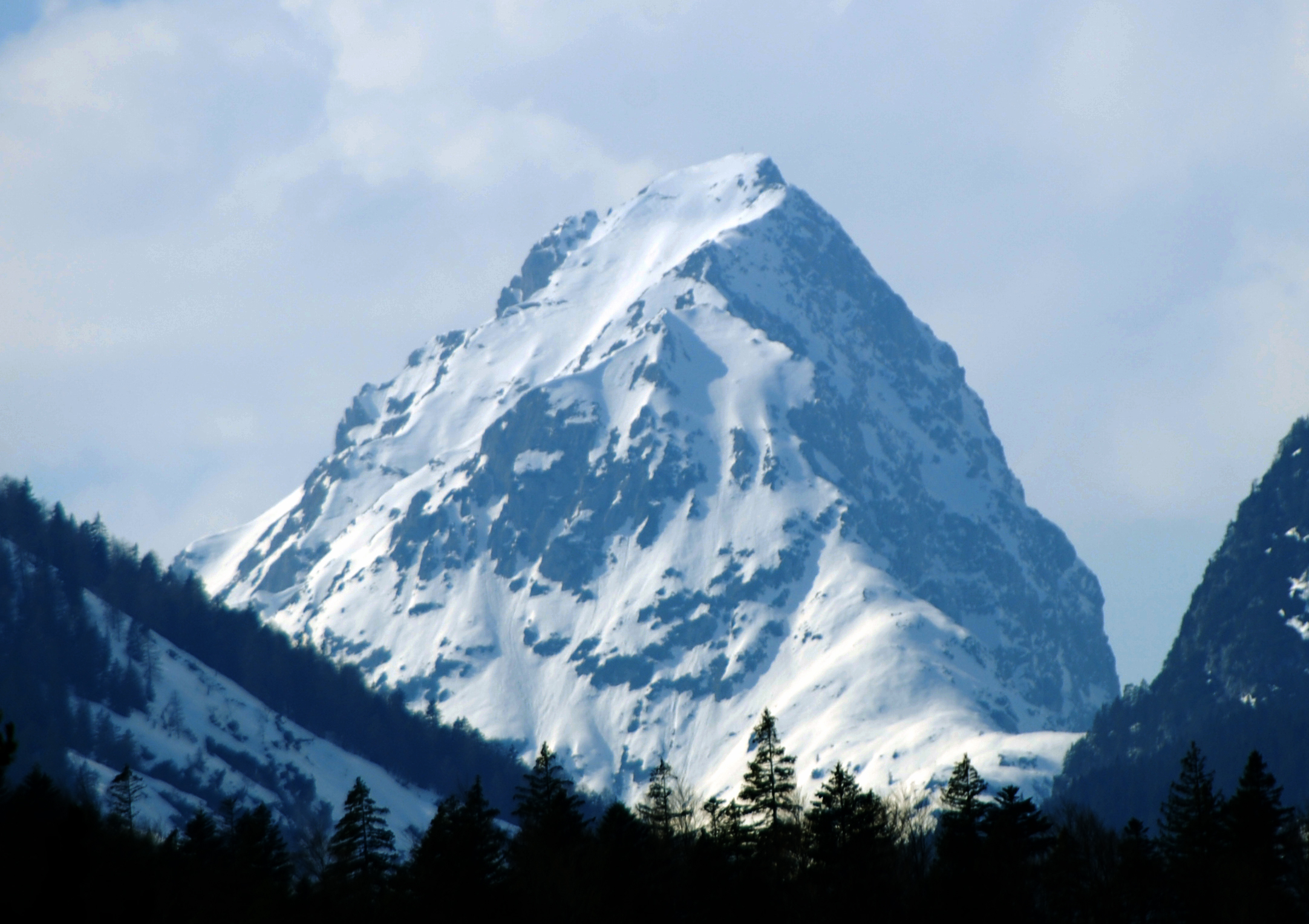

47°23′12″N 11°08′06″E / 47.38667°N 11.13500°E
蓋爾倫峰（德語：Gehrenspitze），是奧地利的山峰，位於該國西部，由蒂羅爾州負責管轄，屬於韋特施泰因山脈的一部分，海拔高度2,367米，每年平均降雨量1,666毫米。